# Сунь Ятсен
Сунь Ятсен (спрощ.: 孙逸仙; кит. трад.: 孫逸仙; піньїнь: Sūn Yìxiān; 12 листопада 1866 — 12 березня 1925) — китайський лікар, революціонер та політичний діяч. Як найвизначнішого засновника Китайської Республіки, Сунь Ятсена часто називають «Батьком нації» (國父), у чому сходяться як Китайська Народна Республіка, так і Республіка Китай. Він відіграв важливу роль у поваленні династії Цін під час Синьхайської революції. Був першим тимчасовим президентом Республіки Китай, після її заснування у 1912 році, а згодом став одним із засновників та лідером партії Гоміндан. Сунь Ятсен був об'єднуючою фігурою в постімперському Китаї та залишається унікальним серед китайських політиків XX століття, оскільки є популярним у народі по обидві сторони Тайванської протоки.
Хоча Сунь Ятсена вважають одним із найвизначніших лідерів сучасного Китаю, його політичне життя було постійною боротьбою, яка часто завершувалася вигнанням. Сунь Ятсен не дожив до часу коли його партії вдалося консолідувати свою владу над країною в ході Північного походу. Головна спадщина Сунь Ятсена полягає в розробленій ним політичній філософії, відомій як «три народні принципи»: націоналізм, народовладдя, народний добробут.

## Ранні роки

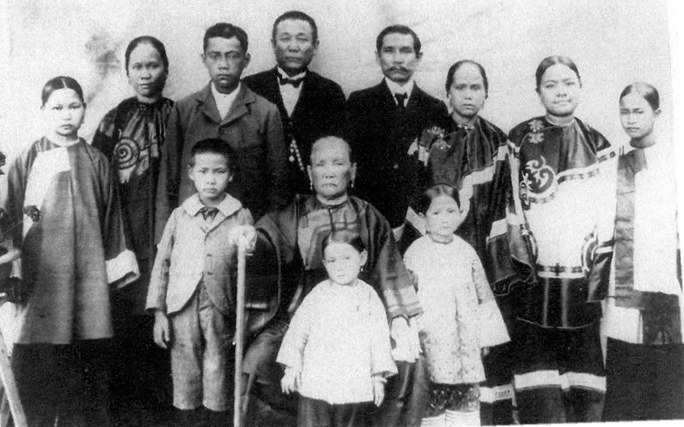
Сунь Ятсен (задній ряд, п'ятий зліва) та його сім'я.

### Сільське життя
Народився 12 листопада 1866 у сім'ї народу хакка в селі Цуйхен префектури Гуанчжоу (пізніше Чжуншань), провінція Гуандун в Імперії Цін. Він був третім сином у сім'ї селянина, і вже у віці шести років, поряд з іншими сільськогосподарськими обов'язками, пас корів.

### Роки навчання
У віці 10 років почав шукати можливість здобути освіту. У цей час він зустрів свого друга дитинства Лу Хао-дун. У віці 13 років у 1878 році після кількох років у місцевій школі, Сунь Ятсен переїхав жити до свого старшого брата, Сунь Мей (孫眉) у Гонолулу.
Згодом навчався в школі Іолані, де він вивчив англійську мову, історію Великої Британії, математику та християнство. Зовсім не володіючи спочатку англійською мовою він вивчив її так швидко, що отримав приз за видатні досягнення від короля Давида Калакауа. Вступив до коледжу Оаху (нині школа Пунахоу) для подальшого навчання на один семестр. У 1883 році він незабаром був відправлений додому в Китай, оскільки його брат починає побоюватися, що Сунь Ятсен прийме християнство.
У 1886 році вивчав медицину у шпиталі Гуанчжоу Боцзи під керівництвом християнського місіонера Джона Г. Кера. Зрештою у 1892 році він закінчив Гонконзький медичний коледж для китайців (попередник Гонконзького університету), серед засновників якого був відомий шотландський вчений Патрік Менсон. Примітно, що у класі із 12 студентів лише два здобули вищу освіту, і Сунь Ятсен був одним із них.
У 1894 році заснував антиманьчжурську революційну організацію «Товариство відродження Китаю». Після невдалої спроби повстання емігрував за кордон, подорожував Європою, США, Канадою і Японською імперією, збираючи гроші на революційну боротьбу.
У 1905 році в Токіо очолив об'єднання китайських революційних організацій — Китайський революційний об'єднаний союз, «Тунменхой».
Після перемоги Учанського повстання в жовтні 1911 року повернувся до Китаю і був вибраний тимчасовим президентом Китайської республіки, але незабаром був змушений залишити цей пост командувачу імператорської армії Юань Шикаю. У 1912 році створив партію Гоміньдан, а у 1913 році проголосив початок другої революції, але зазнав фіаско і втік до Японської імперії.
У 1922 році відбулося зіткнення між ним і Чень Цзюнмінем. У 1923 році оголосив про створення Кантонського уряду та, щоб відбити японську агресію й об'єднати Китай, пішов на співпрацю з комуністами, з надією на військову фінансову підтримку СРСР. Він вважав вищою метою створити могутню державу, яка зможе зайняти місце серед наддержав, що належить їй по праву.
Помер від раку печінки 12 березня 1925 року в Пекіні та похований у Нанкіні.

## Політичні погляди
В історію світової політичної думки Сунь Ятсен увійшов своїм вченням про три народні принципи й конституцію п'яти гілок влади. Ідея про три принципи народу ґрунтувалась на таких поняттях як націоналізм, народовладдя, народний добробут. Ідея ж про п'ять гілок влади полягала в необхідності ідеальної демократичної держави, що керується наступними гілками: законодавчою, судовою, виконавчою, селективною і контрольною.
Його навіть порівнюють із великими Конфуцієм і Мен-цзи. Кажуть, що вони просто вірили, що їхнє призначення — врятувати Китай від роз'єднаності. Але при цьому ні Конфуцій, ні Мен-цзи не змогли здійснити свої ідеї на практиці. Сунь Ятсен, навпаки, увійшов в історію Китаю не як мислитель, а як видатний політичний діяч. Його навіть називають «Конфуцієм в реальній політиці». Працював над тим, щоб у Китаї була проведена економічна реформа — перерозподіл земельної власності під гаслом «земля — селянам». Ще Сунь Ятсен часто говорив, що потрібно прийти до нової концепції, яка спростовує старий народний вираз: «Пізнати просто, здійснити на практиці важко». Сунь Ятсен знав, що тільки нове ставлення до практики здатне революціонізувати Китай, і він завжди був на шляху досягнення практичного результату.

## Пам'ять
- У 1926—1928 в Нанкіні, біля старовинного храму Лінґу-си, було побудовано величезний Мавзолей Сунь Ятсена. Він отримав назву Чжуншань-лін 中山陵.

Мавзолей Сунь Ятсена
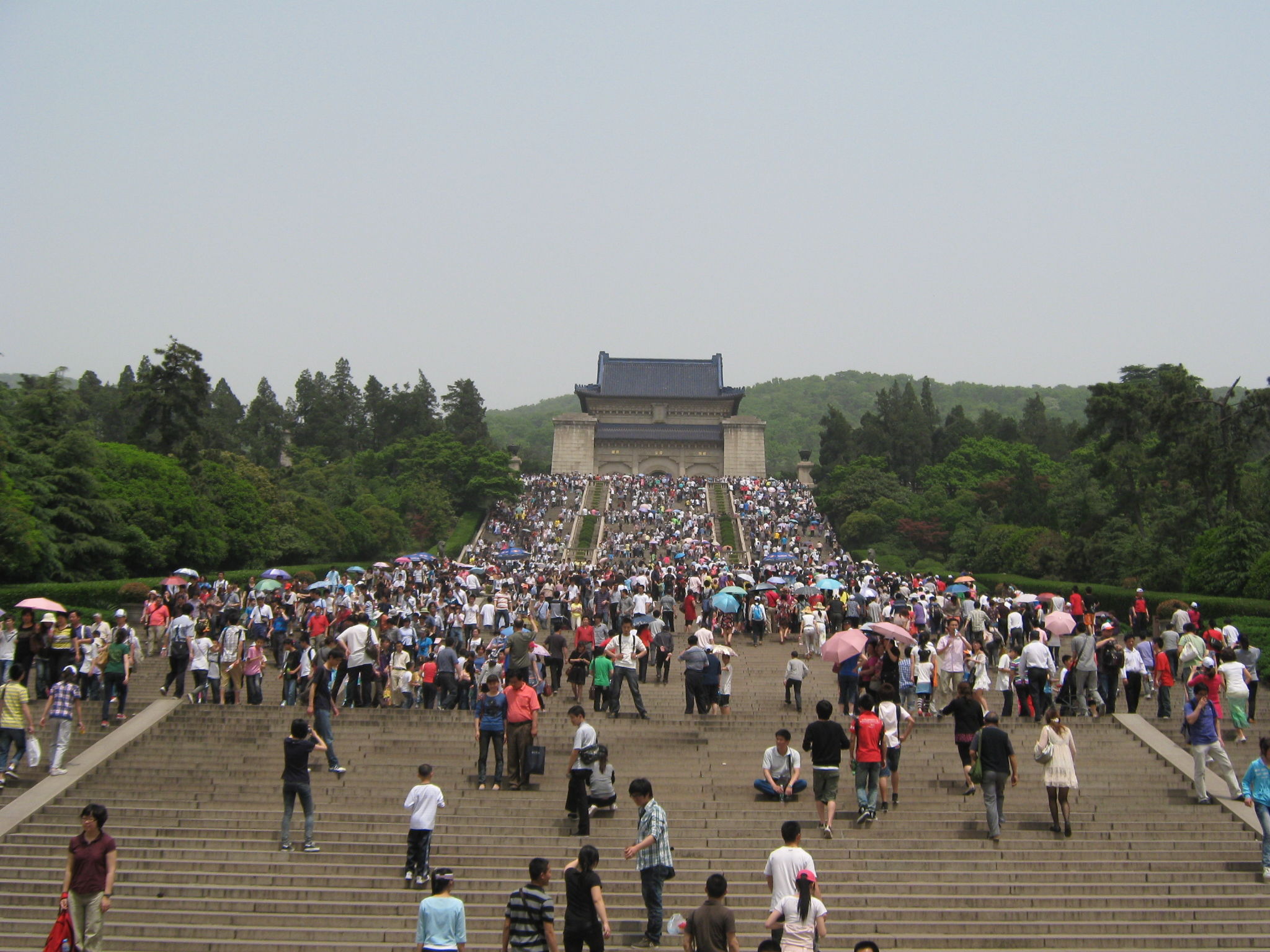
Мавзолей 1-го травня 2011
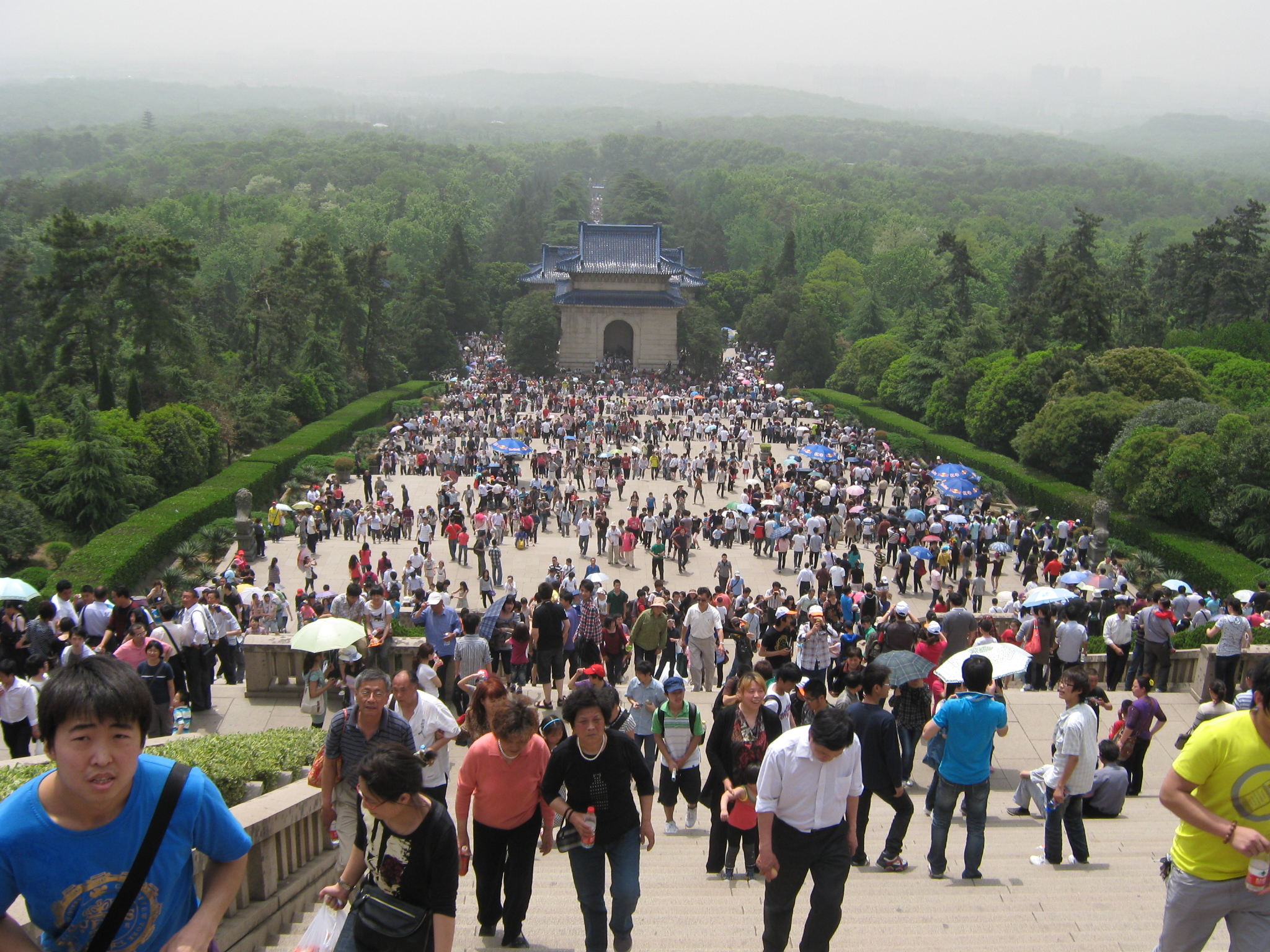
Мавзолей Сунь Ятсена 1-го травня 2011
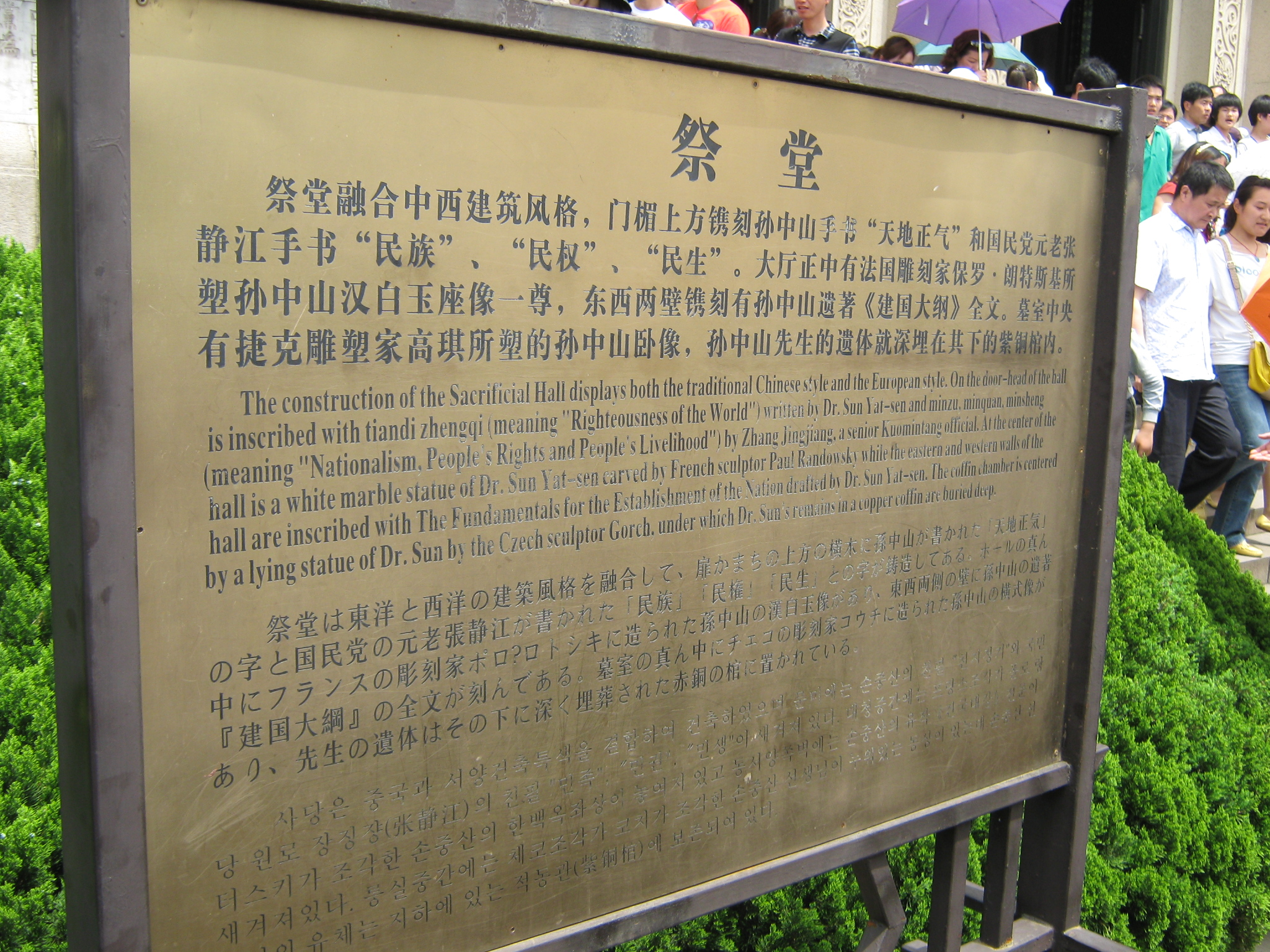
Інформація про мавзолей

- У 1927—1949 роках один із моніторів Червонопрапорної Амурської флотилії мав ім'я «Сунь Ятсен».

- У СРСР, США і Китаї випущені поштові марки, присвячені Сунь Ятсену.

Поштові марки
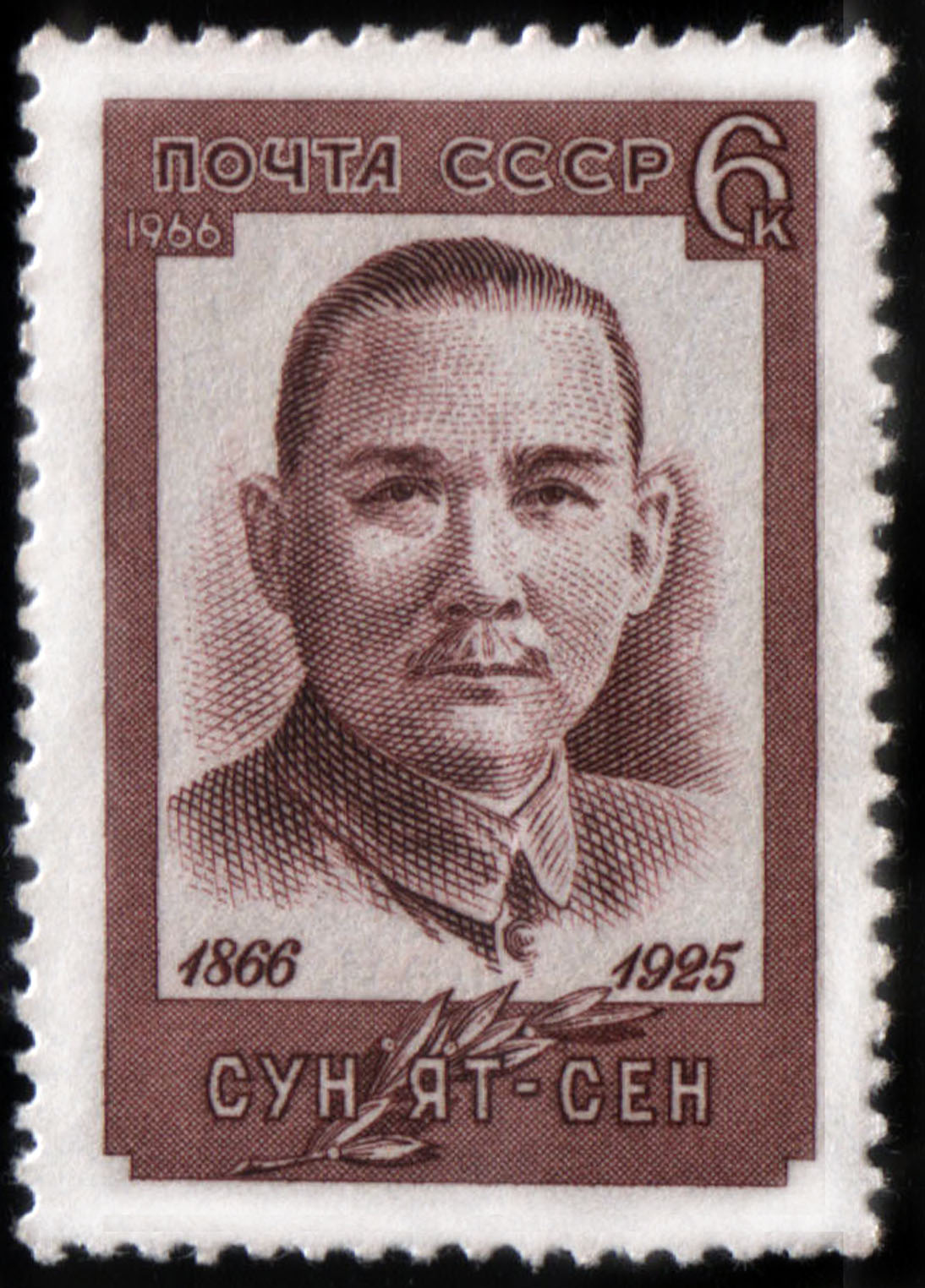
Поштова марка СРСР, присвячена Сунь Ятсену, 1966, 6 копійок (ЦФА 3353, Scott 3198)
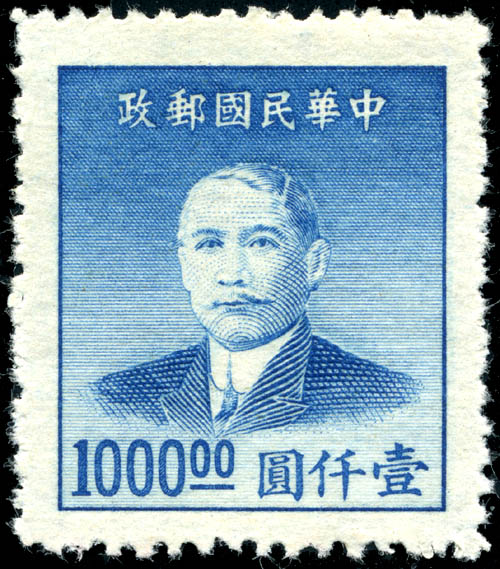
Сун Ятсен на поштовій марці Китаю, 1949
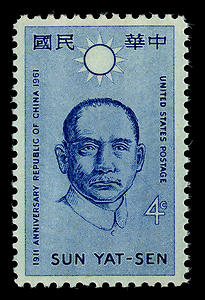
Сун Ятсен на поштовій марці США, 1960